# استن آلبک
استن آلبک (انگلیسی: Stan Albeck; ۱۷ مهٔ ۱۹۳۱ – ۲۵ مارس ۲۰۲۱) بازیکن بسکتبال اهل ایالات متحده آمریکا بود.